# 若人の夢
『若人の夢』（わこうどのゆめ）は、1928年（昭和3年）4月28日公開の日本映画である。松竹キネマ製作・配給。監督は小津安二郎。モノクロ、スタンダード、サイレント、50分。
小津が自らのオリジナルシナリオで演出した、大学生活を描いた青春コメディ作品。撮影の茂原英雄と初めてコンビを組み、その助手に後の小津作品でカメラを回す厚田雄春がついた。笠智衆の小津作品初出演作品でもある。初回興行は電気館。現在、脚本・ネガ原版・上映用プリントのいずれも現存していない。

## あらすじ
岡田と加藤は下宿に住んでいる。加藤にきた洋服屋の請求書をめぐって一騒動になる。加藤は、それから逃れた後で岡田の服を金の代わりに渡してしまう。岡田の父が田舎から出てきたとき、彼は着るものがないので加藤の服を借りるが、丈が合わない。こうしたことを通じて二人それぞれに彼女とのロマンスが生まれる。

## スタッフ
- 監督・原作・脚色：小津安二郎
- 撮影：茂原英雄
- 撮影助手：厚田雄春

## キャスト
- W大学生岡田長吉：斎藤達雄
- その恋人美代子：若葉信子
- W大学生加藤兵一：吉谷久雄
- その恋人百合子：松井潤子
- 岡田の父：坂本武
- 洋服屋吉川：大山健二
- 下宿のおかみさん：高松栄子
- 泥酔者：関時男
- 隣の学生：小倉繁
- 笠智衆